# 鈴木惇
鈴木 惇（すずき じゅん、1989年4月22日 - ）は、福岡県福岡市出身の元プロサッカー選手。登録ポジションはミッドフィールダー。

## 来歴
脳神経外科医である父親の留学先、アメリカ合衆国バージニア州で兄の指導の下、3歳からサッカーを始める。
5歳の時に帰国し、小学3年生からアビスパ福岡U-12に所属。以降、U-15チーム時より各年代の代表に選出され続けた。その後U-18に昇格した2006年は当時高校2年生でありながらトップチームの練習試合に参加する様になり、2007年にはトップチームの春季キャンプにも参加。同年6月1日にトップチームに2種登録され、福岡ではクラブ史上初の高校生Jリーガーとなった。2008年に、ユース同期の大山恭平と共にトップチーム昇格を果たした。オフシーズンにリーガ・エスパニョーラに加盟するヘタフェCFへ短期留学を経験したが、練習参加前にヘタフェの監督が解任され練習参加が遅れるというハプニングに遭った。
2013年、東京ヴェルディに移籍。主に中盤を支えるボランチとして活躍した。
2015年、3年振りに福岡に完全移籍で復帰。ボランチとしてスタメンの座を掴むと、配球するだけに留まらず、ゴール前に積極的に顔を出し 自己最多の9ゴールを記録。福岡のJ1昇格に貢献した。5年振りにJ1でのプレーとなった2016年は、開幕から3試合続けてスタメン出場を果たすが、その後はスタメンを外れる機会が増え、2ndステージ では出場機会が一切無かった。
2017年、大分トリニータに期限付き移籍。監督の片野坂知宏からゲームメイキング能力を評価され、契約により出場不可であった福岡戦2試合と、第2節・東京V戦以外の全てのリーグ戦にボランチ でスタメン出場。第29節・京都戦、第30節・山口戦、そして第31節・群馬戦で3試合連続得点を記録し、うち2試合では決勝点となった。計シーズン5得点を記録した他、片野坂からのアドバイスにより、守備技術と意識を身に着けた。
2018年、移籍期間満了により福岡に復帰。同シーズン後半戦からは、開幕当初から不在であったキャプテンに就任した。リーグ戦では累積警告による出場停止1試合を除く自己最多の全41試合に先発出場を果たし、出場時間もチーム最多の3,665分間を記録した。2020シーズン終了後、契約満了によりアビスパ福岡を退団。
2021年、藤枝MYFCへ加入した。藤枝MYFCがJ2昇格を決めた2022年シーズン後、同年12月28日に退団することが発表された。
2023年2月9日、FKスードゥヴァ（リトアニア1部）へ移籍が発表された。
2024年2月4日、自身のSNSで現役引退を発表した。

## エピソード
本来は右利きであるが、サッカーする時の利き足は左である。
高校卒業後はプロ1年目から早稲田大学人間科学部eスクール（通信教育課程）に進学し、2018年からはJリーグキャリアサポートセンターの紹介でグロービス経営大学院大学に進学、MBA（経営学修士）を取得している。

## 所属クラブ
- 湊坂FC
- アビスパ福岡U-12
- アビスパ福岡U-15
- 2005年 - 2007年 アビスパ福岡U-18
  - 2007年 アビスパ福岡 (2種登録選手)
- 2008年 - 2012年  アビスパ福岡
- 2013年 - 2014年  東京ヴェルディ
- 2015年 - 2020年  アビスパ福岡
  - 2017年  大分トリニータ（期限付き移籍）
- 2021年 - 2022年  藤枝MYFC
- 2023年  FKスードゥヴァ

## 個人成績
| 国内大会個人成績 | 国内大会個人成績 | 国内大会個人成績 | 国内大会個人成績 | 国内大会個人成績 | 国内大会個人成績 | 国内大会個人成績 | 国内大会個人成績 | 国内大会個人成績 | 国内大会個人成績 | 国内大会個人成績 | 国内大会個人成績 |
| 年度             | クラブ           | 背番号           | リーグ           | リーグ戦         | リーグ戦         | リーグ杯         | リーグ杯         | オープン杯       | オープン杯       | 期間通算         | 期間通算         |
| 年度             | クラブ           | 背番号           | リーグ           | 出場             | 得点             | 出場             | 得点             | 出場             | 得点             | 出場             | 得点             |
| 日本             | 日本             | 日本             | 日本             | リーグ戦         | リーグ戦         | リーグ杯         | リーグ杯         | 天皇杯           | 天皇杯           | 期間通算         | 期間通算         |
| ---------------- | ---------------- | ---------------- | ---------------- | ---------------- | ---------------- | ---------------- | ---------------- | ---------------- | ---------------- | ---------------- | ---------------- |
| 2007             | 福岡             | 33               | J2               | 4                | 0                | -                | -                | 0                | 0                | 4                | 0                |
| 2008             | 福岡             | 18               | J2               | 18               | 1                | -                | -                | 0                | 0                | 18               | 1                |
| 2009             | 福岡             | 8                | J2               | 39               | 0                | -                | -                | 2                | 0                | 41               | 0                |
| 2010             | 福岡             | 8                | J2               | 24               | 1                | -                | -                | 2                | 0                | 26               | 1                |
| 2011             | 福岡             | 8                | J1               | 30               | 1                | 2                | 0                | 0                | 0                | 32               | 1                |
| 2012             | 福岡             | 8                | J2               | 36               | 3                | -                | -                | 1                | 0                | 37               | 3                |
| 2013             | 東京V            | 14               | J2               | 39               | 1                | -                | -                | 2                | 0                | 41               | 1                |
| 2014             | 東京V            | 14               | J2               | 34               | 1                | -                | -                | 1                | 0                | 35               | 1                |
| 2015             | 福岡             | 33               | J2               | 36               | 9                | -                | -                | 2                | 0                | 38               | 9                |
| 2016             | 福岡             | 33               | J1               | 9                | 0                | 5                | 0                | 2                | 0                | 16               | 0                |
| 2017             | 大分             | 33               | J2               | 39               | 5                | -                | -                | 0                | 0                | 39               | 5                |
| 2018             | 福岡             | 8                | J2               | 41               | 6                | -                | -                | 1                | 0                | 42               | 6                |
| 2019             | 福岡             | 8                | J2               | 38               | 1                | -                | -                | 0                | 0                | 38               | 1                |
| 2020             | 福岡             | 8                | J2               | 19               | 1                | -                | -                | -                | -                | 19               | 1                |
| 2021             | 藤枝             | 7                | J3               | 25               | 2                | -                | -                | -                | -                | 25               | 2                |
| 2022             | 藤枝             | 7                | J3               | 33               | 2                | -                | -                | 1                | 0                | 34               | 2                |
| リトアニア       | リトアニア       | リトアニア       | リトアニア       | リーグ戦         | リーグ戦         | リーグ杯         | リーグ杯         | オープン杯       | オープン杯       | 期間通算         | 期間通算         |
| 2023             | スードゥヴァ     | 8                | Aリーガ          | 29               | 0                | -                | -                | 1                | 0                | 30               | 0                |
| 通算             | 日本             | 日本             | J1               | 39               | 1                | 7                | 0                | 2                | 0                | 48               | 1                |
| 通算             | 日本             | 日本             | J2               | 367              | 29               | -                | -                | 11               | 0                | 378              | 29               |
| 通算             | 日本             | 日本             | J3               | 58               | 4                | -                | -                | 1                | 0                | 59               | 4                |
| 通算             | リトアニア       | リトアニア       | Aリーガ          | 29               | 0                | -                | -                | 1                | 0                | 30               | 0                |
| 総通算           | 総通算           | 総通算           | 総通算           | 493              | 34               | 7                | 0                | 15               | 0                | 515              | 34               |

- 2007年は2種登録選手
- J1初出場 - 2011年3月5日 第1節 アルビレックス新潟戦（レベルファイブスタジアム）
  - 初得点 - 2011年11月19日 第32節 モンテディオ山形戦（NDソフトスタジアム山形）
- J2初出場 - 2007年6月2日 第19節 徳島ヴォルティス戦（東平尾公園博多の森球技場）
  - 初得点 - 2008年12月6日 第45節 湘南ベルマーレ戦（レベルファイブスタジアム）

## 学歴
- 新宮町立新宮小学校
- 新宮町立新宮中学校
- 福岡県立福岡高等学校
- 早稲田大学人間科学部eスクール（通信教育課程）
- グロービス経営大学院大学

## 代表歴
- 2005年 U-16日本代表
  - 豊田国際ユースサッカー大会
- 2006年 U-17日本代表
  - サニックス国際ユースサッカー
- 2007年 U-18日本代表
  - AFC U-19選手権予選
- 2008年 U-19日本代表
  - カタールU-19国際親善トーナメント
- 2009年 U-20日本代表
  - 水原国際ユースフットボールトーナメント
  - スペインアルクディア国際ユーストーナメント